# Jokimaa travcentrum
Jokimaa travcentrum (fi. Jokimaan ravikeskus) är en travbana och travsportcentrum i stadsdelen Jokimaa i Lahtis. Travcentret togs i bruk 1981  och var då Finlands tredje största efter Vermo och Teivo.  Den största tävlingen som arrangeras här är Suur-Hollola som är ett lopp för varmblod.